# KZ Stara Gradiška

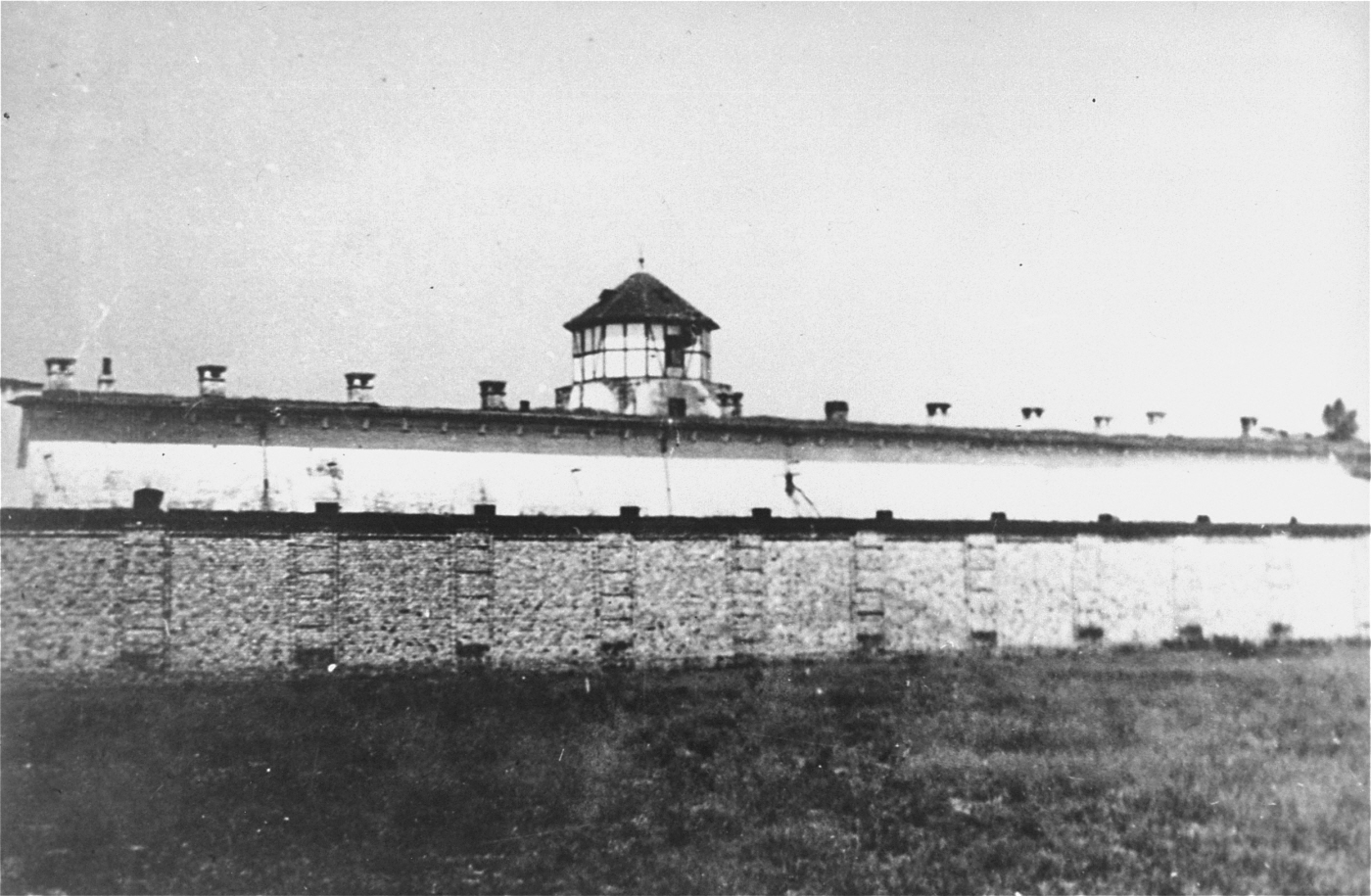
Das KZ Stara Gradiška in Nordkroatien.

Das Konzentrationslager Stara Gradiška (serbokroatisch Logor Stara Gradiška/ Логор Стара Градишка) war ein für Frauen und Kinder errichtetes Konzentrations- und Vernichtungslager in der Gemeinde Stara Gradiška im Unabhängigen Staat Kroatien, einem Vasallenstaat der faschistischen Achsenmächte.
Das KZ war das fünfte Außenlager des KZ Jasenovac und wurde zwischen 1941 und April 1945 von den Ustascha im Gefängnis Stara Gradiška betrieben. Es war das berüchtigtste Außenlager, vor allem wegen der dort begangenen Verbrechen an Frauen und Kindern. Die Häftlinge waren hauptsächlich Serbinnen, Jüdinnen und Romnija sowie deren Kinder, aber auch zumeist als Oppositionelle und Regimegegner internierte bosnische Muslime. Die Zahl der Todesopfer wird von der kroatischen KZ-Gedenkstätte Jasenovac mit 12.790 angegeben. Die Partisanen befreiten das KZ Stara Gradiška am 23. April 1945.

## Geschichte

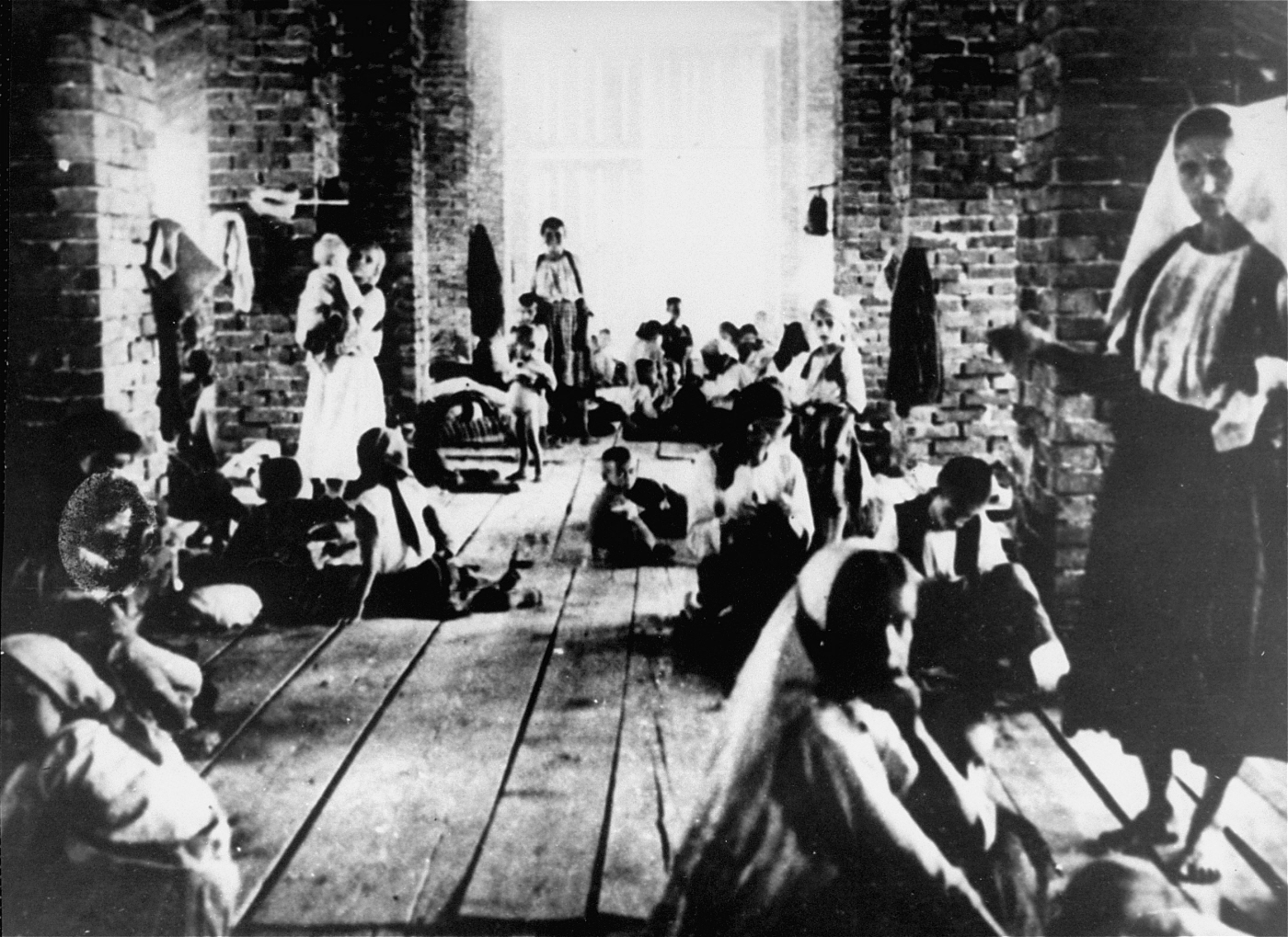
Gefangen gehaltene Frauen und Kinder im Turm des Konzentrationslagers.

Das KZ Stara Gradiška wurde 1941 als fünftes Außenlager des KZ Jasenovac auf dem Gebiet eines Gefängnisses genutzt sowie ab 1942 als KZ konstruiert und befand sich in der Nähe des Städtchens Stara Gradiška, etwa 40 Kilometer von Jasenovac entfernt. Die Aufsicht hatte Ustaša-General Vjekoslav Luburić, der Kommandeur aller Lager im faschistischen Kroatien. Zuvor hatte er das KZ Sachsenhausen besucht, wo er den Aufbau des Lagers und dessen Möglichkeiten zur Liquidierung der Internierten studierte, um anschließend zu versuchen, dieses Modell auf Jasenovac zu übertragen. Berüchtigt war das KZ Stara Gradiška auch dafür, dass sich am Morden ebenso weibliche Ustaša-Mitglieder beteiligten. Die bekanntesten unter ihnen waren die Wärterinnen Maja Buždon und vor allem Nada Šakić, Halbschwester von Vjekoslav Luburić sowie Ehefrau von Dinko Šakić, der seinerseits das Vernichtungslager von Jasenovac leitete. Bereits als 16-Jährige fing sie 1942 an, weibliche Gefangene zu terrorisieren. Die Insassen wurden auf unterschiedliche Weise ermordet, einschließlich mithilfe von Feuerwaffen, Schlägen oder Messerstichen. Zahlreiche Frauen ließ man verhungern oder folterte sie zu Tode.

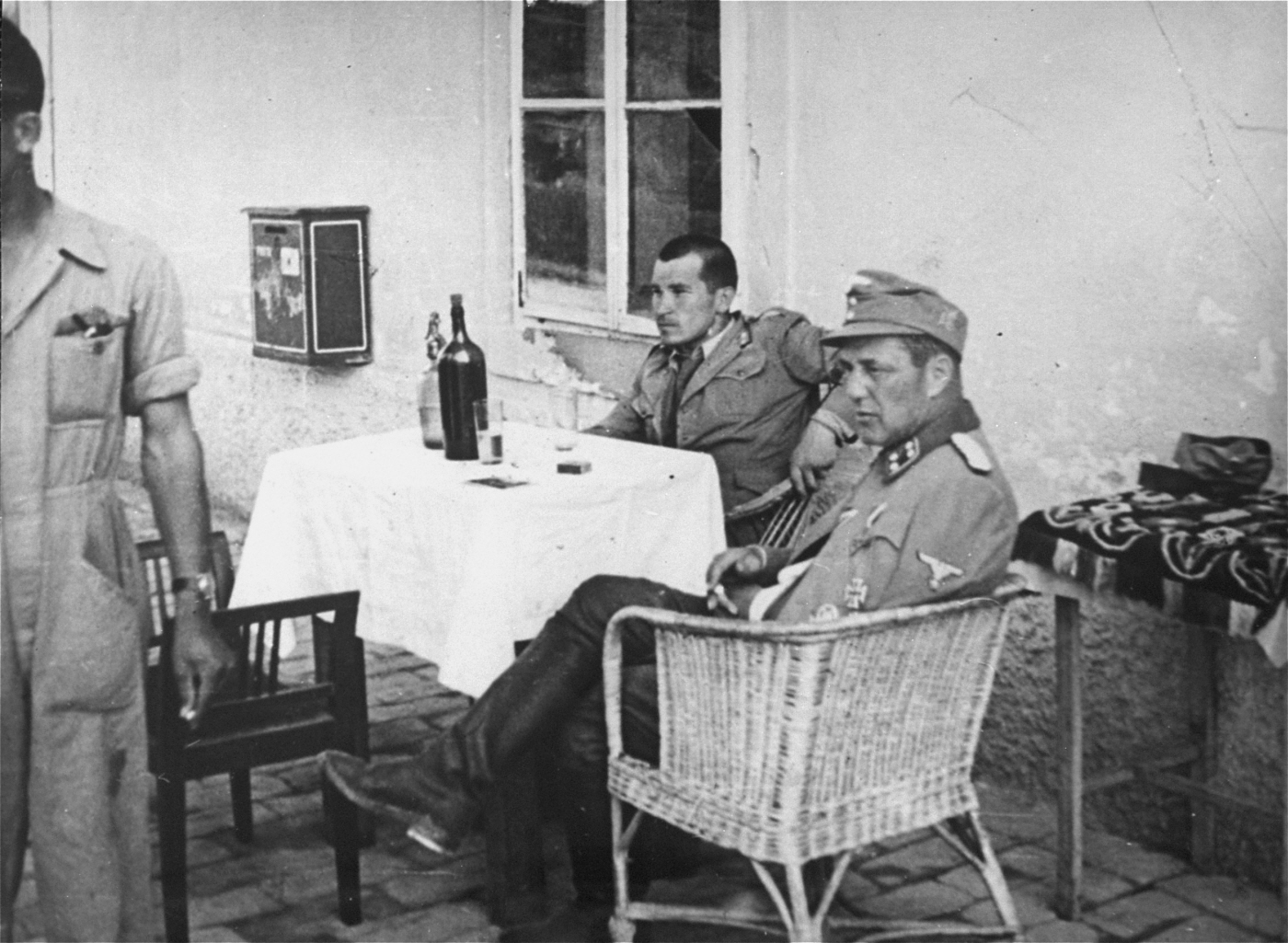
Vjekoslav Luburić (hinten) mit einem SS-Sturmbannführer im KZ Stara Gradiška (Juni 1942).

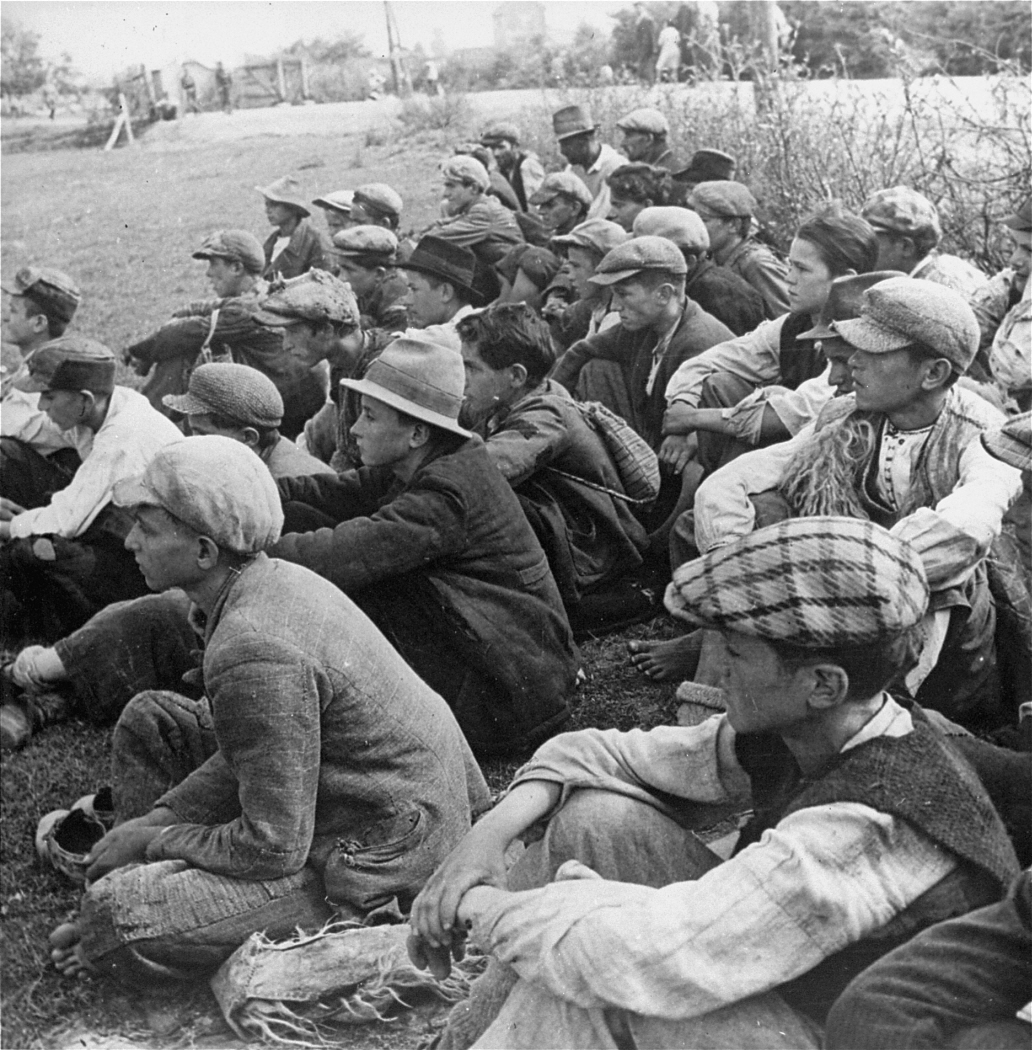
Gefangene des Lagers.

Im Lager wurde auch eine Gaskammer eingerichtet, die für Gasexperimente an Kindern genutzt wurde. So wurde die Tötung mit Gasen von Lagerkommandant und Kriegsverbrecher Ante Vrban durchgeführt, wobei man deren Auswirkungen auf die Kinder untersuchte. Nach Aussage zweier Zeugen seien mehrere hundert Opfer bei den dreimonatig laufenden Versuchen mit Schwefeldioxid und Zyklon B vergast worden. Vermutlich experimentierte die Lagerführung mit der Tötung durch Gas, setzte sie aber nicht systematisch ein. Vrban hatte zugegeben, dabei selbst 63 Kinder umgebracht zu haben. Die Versuche wurden schließlich wegen der unzureichenden Gaskammer abgebrochen, zumal sich die Technologie als unnötig erwies, da die meisten Opfer durch Hunger, Seuchen, Schläge etc. ums Leben kamen.
Am 22. Oktober 1942 übernahm Miroslav Filipović die Leitung über Stara Gradiška. Bereits im Januar 1942 trat er als römisch-katholischer Priester der Ustaša bei und wurde deren Militärgeistlicher. Aufgrund der Beteiligung am Massaker von Banja Luka an bis zu 2.300 Serben, darunter Frauen und Kinder, wurde er am 28. April 1942 vom Franziskaner-Orden ausgeschlossen. Luburić ernannte ihn im Juni 1942 zum Kommandanten des KZ Jasenovac, wo er bis Oktober 1942 blieb und schließlich Stara Gradiška übernahm. In beiden Lagern hatte er – gemäß der eigenen und der Aussagen von Überlebenden – Männer, Frauen wie auch Kinder auf sadistische und brutalste Art und Weise mithilfe von Hämmern, Messern oder Schusswaffen ermordet.
Die Zahl der Todesopfer, hauptsächlich Kinder im Alter von bis zu 10 Jahren – vor allem Serben und Juden – wird von der kroatischen Gedenkstätte KCL Jasenovac mit 12.790 angegeben. So wurden allein im Mai 1941 mehrere tausend Kinder aus der Region Kozara ermordet sowie weitere 2000 im Juni 1942. Das Lager wurde am 23. April 1945 durch Partisanen befreit.

## Trivia
Bei Konzerten der kontroversen kroatischen nationalistischen Rockband Thompson wurde auch das Ustaša-Lied Jasenovac i Gradiška Stara gesungen, welches als positive Bezugnahme auf die Morde in den Konzentrationslagern Jasenovac und Stara Gradiška interpretiert wird. Während eines Konzerts im Maksimir-Stadion 2007 wurden dabei Uniformen und Symbole der Ustaša getragen sowie der Hitlergruß gezeigt.